# Едвард Арнольд
Едвард Арнольд (англ. Edward Arnold, ім'я при народженні Гюнтер Едвард Арнольд Шнайдер (нім. Günther Edward Arnold Schneider; 18 лютого 1890 — 26 квітня 1956) — американський актор, найбільше відомий ролями у фільмах 1930-1940-х років. Зіграв у понад 150 фільмах.
Плідний і популярний актор, він починав кар'єру на сцені, а в період між 1915 і 1919 роками грав в численних фільмах студі «Ессеней». Після деякої перерви в 1932 році Арнольд повернувся в кіно, де в 1930-1940-і роки був провідним характерним актором на студіях «Метро-Голдвін-Майєр» (1933—1934 і 1941—1950), «Парамаунт» (1937) і «Юніверсал» (1939—1941), спеціалізуючись на ролях корумпованих політиків і буйних, нестриманих магнатів.
Найпомітнішими фільмами за участю Арнольда стали мюзикл «Я не ангел» (1933), кримінальні мелодрами «Троє в парі» (1932) і «Скляний ключ» (1935), кримінальна біографічна драма «Діамантовий Джим» (1935), драма за Ф. М. Достоєвським «Злочин і кара» (1935), мелодрама «Прийди і володій» (1936), романтичні комедії «Легке життя» (1937) і «З собою не забрати» (1938), політична драма «Містер Сміт їде в Вашингтон» (1939), притча-драма «Диявол і Деніел Уебстер» (1941), політична сатира «Познайомтеся з Джоном Доу» (1941), комедія «Нічого, крім правди» (1941), фільми нуар «Джонні Аполлон» (1940), «Джонні Ігер» (1941) і «Очі в ночі» (1942), романтична комедія «Дорога Рут» (1947) і фільм нуар «Місто, яке ніколи не спить» (1953).
У 1960 році у Арнольда з'явилася зірка на Голлівудській алеї слави.

## Вибрана фільмографія
- 1932 — Распутін та імператриця
- 1933 — Свист у темряві / Whistling in the Dark
- 1934 — Принцеса на тридцять днів / Thirty-Day Princess
- 1935 — Злочин і кара
- 1938 — З собою не забрати / You Can't Take It With You
- 1940 — Ліліан Рассел
- 1941 — Познайомтеся з Джоном Доу
- 1941 — Джонні Ігер
- 1944 — Кісмет